# Château de Pomas
Le château de Pomas est un château situé à Pomas, en France.

## Description
Construit sur une colline, ce vaste quadrilatère est doté de trois tourelles rondes du XVIe siècles reposant sur des encorbellements (nord-est - ouest). L'angle Sud possède une tour carrée, probablement du XIVe siècle. Présence au premier étage d'un superbe plafond peint à la française, cinq poutres soutenant à l'origine les solives entre lesquelles venaient s'intercaler 180 métopes peints à la détrempe et d'une fraîcheur de couleur exceptionnelle. Dommage qu'elles aient été dégradées et volées pour la plupart.

## Localisation
Le château est situé sur la commune de Pomas, dans le département français de l'Aude.

## Historique
L'édifice est inscrit au titre des monuments historiques en 1948 (château), 1987 (Plafond peint au premier étage et salle correspondante).

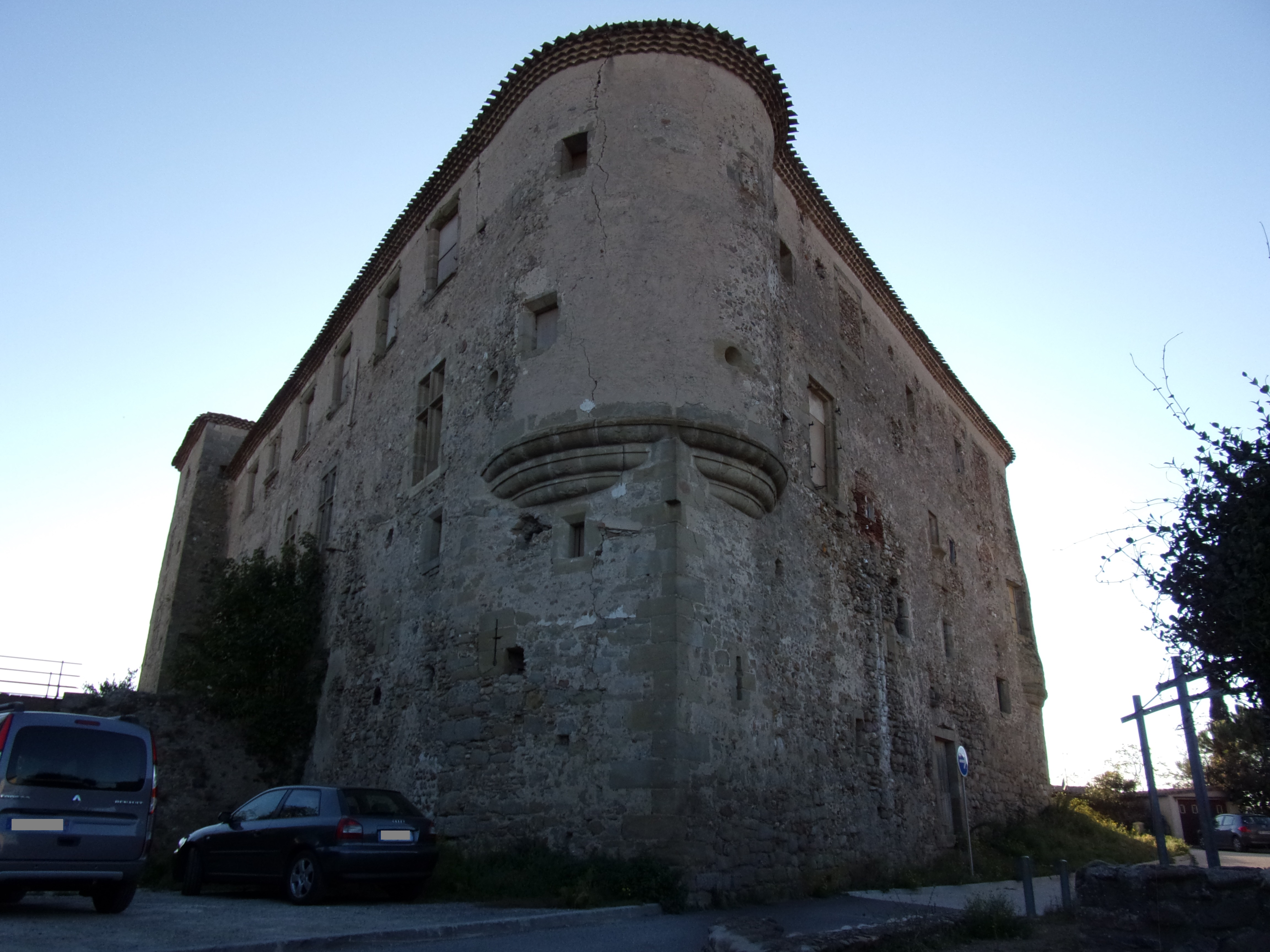
Tour d'angle
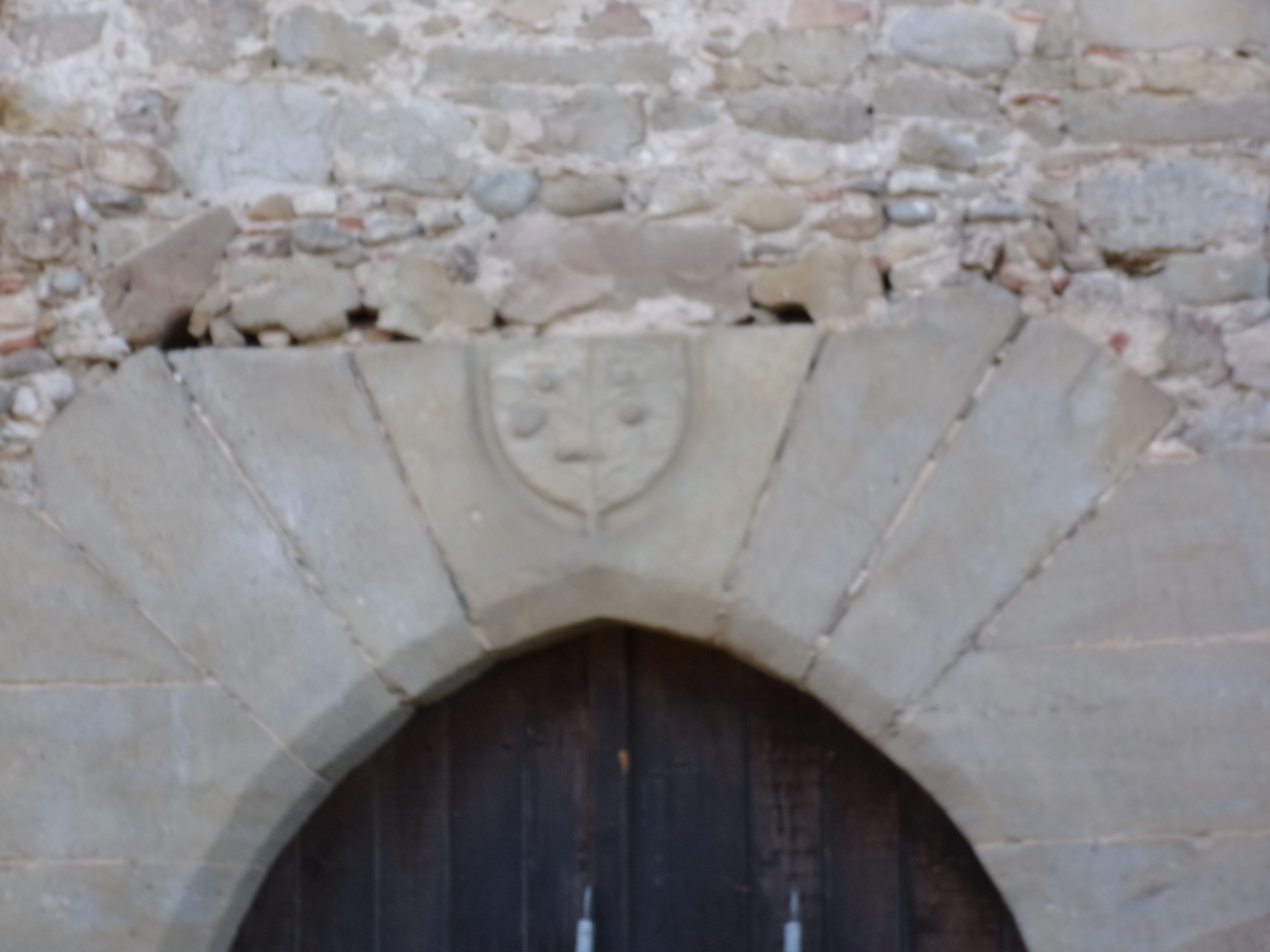
Blason au dessus de la porte principale du château
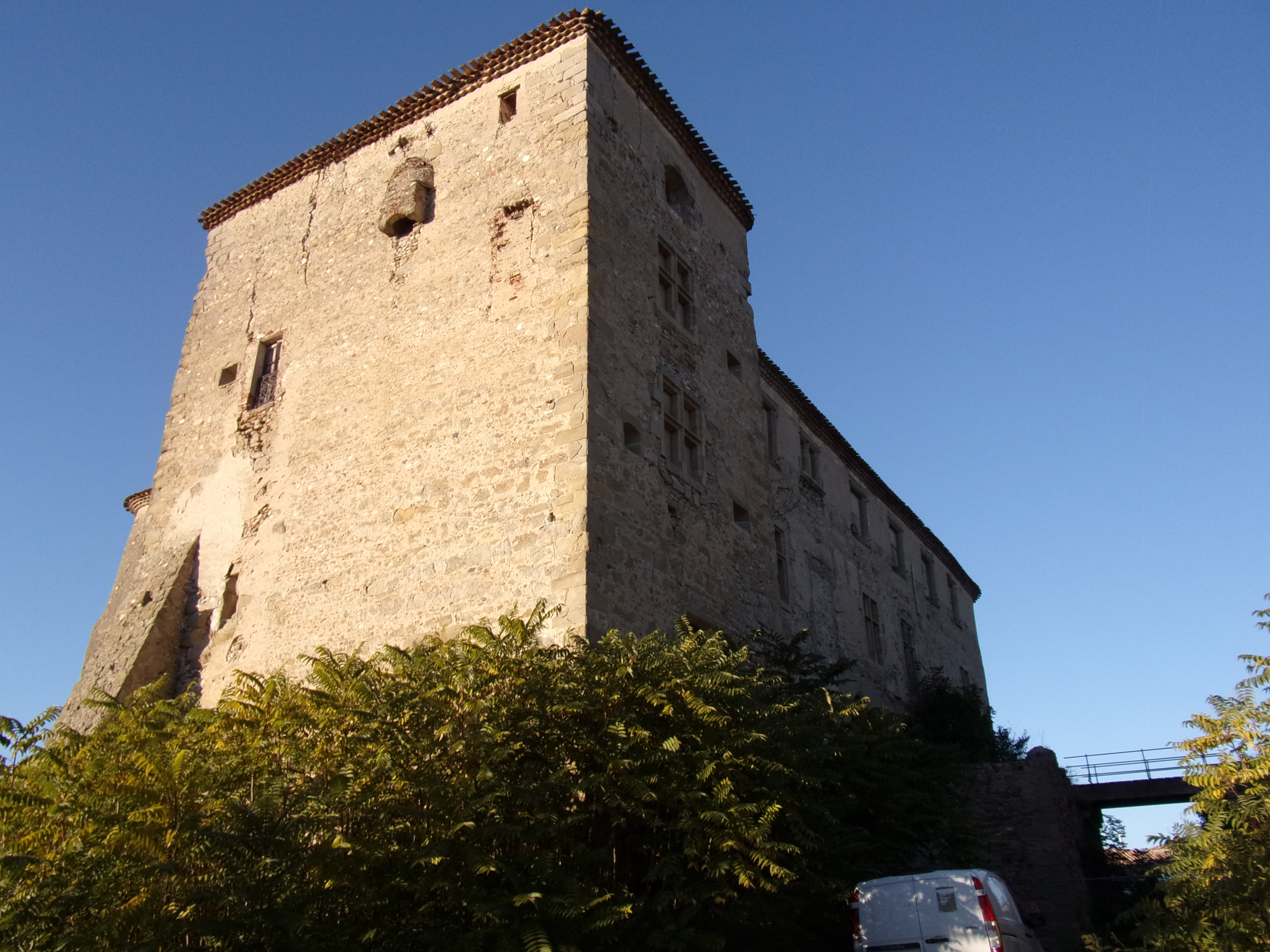
Vue du bas du donjon